# Blaise-Joseph Ollivier
Pour les articles homonymes, voir Ollivier.
Blaise-Joseph Ollivier, né à Toulon en 1701 et mort à Brest le 20 octobre 1746, est un ingénieur maritime français.

## Biographie
Il appartenait à une famille qui a fourni cinq générations de constructeurs distingués.
Tout jeune encore, Blaise-Joseph entre au service de la marine (1716), et il n'a pas encore vingt et un ans lorsqu'il construit et lance à Toulon le vaisseau le Saint-Louis (1722). Peu après, il reçoit le titre de sous-constructeur, fait en 1727 un voyage maritime pour étudier en mer la pratique de son art, écrit à ce sujet un journal de ses expériences et organise ensuite les chantiers de Rochefort et de Brest.
Engagé par Maurepas, il se rend en 1737 en Angleterre et en Hollande pour visiter les arsenaux et y observer les modes de construction en usage dans ces pays. Nommé ingénieur des constructions navales et directeur général du port de Brest à son retour, il y construit de nombreux ouvrages : batteries, forges, cales de construction de Pontaniou et y reconstruit les magasins ravagés par les grands incendies de 1742 et de 1744.
Ollivier a perfectionné tous les genres de construction relatifs à la marine, et son opinion à cet égard faisait tellement autorité que les divers ministres sous lesquels il servit se firent un devoir de le consulter fort souvent. Il avait beaucoup dessiné et beaucoup écrit ; mais l'incendie du magasin général du port de Brest détruisit ses modèles et ses manuscrits, dont il ne nous reste que quelques copies ou des fragments.
Il est le père de Joseph-Louis Ollivier et de Louis Ollivier.

## Ouvrages
- Remarques sur la marine des Anglais et des Hollandais faites sur les lieux en 1737 (in-folio) ;
- Des fragments d'un Dictionnaire de marine et d'un Traité de construction.

## Sources
- Grand dictionnaire universel du XIXe siècle par Pierre Larousse